# Nothobranchius melanospilus
Nothobranchius melanospilus es una especie de pez de agua dulce de la familia de los notobranquíidos en el orden de los ciprinodontiformes.

## Morfología
Los machos pueden alcanzar los 7,5 cm de longitud total.

## Distribución geográfica
Se encuentran en ríos de África: Tanzania y Kenia.